# Ezprogui
Ezprogui (en basque Ezporogi) est une ville et une commune de la communauté forale de Navarre (Espagne). Elle est située dans la zone non bascophone de la province, dans la mérindade de Sangüesa et à 55 km de sa capitale, Pampelune. Le castillan est la seule langue officielle alors que le basque n’a pas de statut officiel. Elle est composée d'une commune, Ayesa et d'un hameau, Moriones.
Le secrétaire de mairie est aussi celui de Eslava, Larraga, Lerga et Sada.

## Démographie
| Évolution démographique                                  | Évolution démographique | Évolution démographique | Évolution démographique | Évolution démographique | Évolution démographique | Évolution démographique | Évolution démographique | Évolution démographique | Évolution démographique | Évolution démographique |
| 1996                                                     | 1998                    | 1999                    | 2000                    | 2001                    | 2002                    | 2003                    | 2004                    | 2005                    | 2006                    | 2007                    |
| -------------------------------------------------------- | ----------------------- | ----------------------- | ----------------------- | ----------------------- | ----------------------- | ----------------------- | ----------------------- | ----------------------- | ----------------------- | ----------------------- |
| 67                                                       | 65                      | 64                      | 63                      | 64                      | 62                      | 59                      | 62                      | 62                      | 60                      | 57                      |
| Sources: Ezprogui et instituto de estadística de navarra |                         |                         |                         |                         |                         |                         |                         |                         |                         |                         |

### Sources
- (es) Cet article est partiellement ou en totalité issu de l’article de Wikipédia en espagnol intitulé « Ezprogui » (voir la liste des auteurs).